# Marco De Vito
Marco De Vito (Soverato, 14 gennaio 1991) è un calciatore italiano, difensore del Ponsacco.

## Biografia
È cugino di Andrea De Vito, anche lui calciatore, difensore del Fano.

## Caratteristiche tecniche
È un difensore centrale abile nel gioco aereo.

## Carriera

### Club

#### Inizi
Nato a Soverato, in provincia di Catanzaro, si trasferisce in seguito al Nord, giocando con le giovanili di Chievo e Mezzocorona. Nel 2010 passa al Villafranca Veronese, in Serie D, giocando 6 gare e terminando quattordicesimo, retrocedendo in Eccellenza al play-out con la Caratese, ma venendo poi ripescato. Nella stagione successiva, sempre in Serie D, al Marsala, viene impiegato 7 volte, retrocedendo anche in questo caso, dopo lo spareggio con l'Acireale.

#### Imotski
A febbraio 2013 si trasferisce in Croazia, all'Imotski, in 2. HNL, seconda serie croata. Debutta il 2 marzo, giocando titolare nella sconfitta esterna per 3-0 contro il Pomorac, in campionato. Termina con 14 presenze, arrivando quattordicesimo e retrocedendo in Treća HNL.

#### Dukla Banska Bystrica
A fine estate 2013 va a giocare in Slovacchia, al Dukla B.B., in Superliga, massima serie slovacca. Esordisce il 9 novembre, entrando all' 82' del successo interno per 5-1 sul DAC Dunajská Streda in campionato. Chiude dopo 2 stagioni con 39 presenze, con un ottavo e un dodicesimo posto, quest'ultimo con retrocessione in 2. Liga.

#### Folgore Caratese
A fine mercato estivo 2015 ritorna in Italia, firmando con la Folgore Caratese, in Serie D. Debutta il 20 settembre, partendo titolare nella sconfitta per 4-1 in trasferta contro il Ciliverghe Mazzano in campionato. Termina con 32 presenze, all'ottavo posto in classifica.

#### Monopoli
Nell'estate 2016 passa tra i professionisti, andando al Monopoli, in Lega Pro. Fa il suo esordio il 7 agosto, giocando dall'inizio nel successo per 2-0 in casa contro il Catanzaro in Coppa Italia Lega Pro. Segna il suo primo gol il 21 agosto, quando realizza l'illusorio 1-0 al 7' nella sconfitta per 5-1 sul campo della Virtus Francavilla sempre in Coppa Italia Lega Pro. La prima in Lega Pro la gioca invece il 14 settembre, entrando al 66' del pareggio per 1-1 in trasferta contro il Siracusa. Chiude a gennaio 2018 con 10 gare giocate e 2 gol.

#### Prestito alla Reggina
A fine calciomercato invernale 2017 passa in prestito alla Reggina, sempre in Lega Pro. Debutta in amaranto il 25 febbraio, partendo titolare nel pareggio per 3-3 sul campo della Juve Stabia in campionato, gara nella quale realizza anche la rete del momentaneo 2-3 al 73'. Termina la mezza stagione con 11 presenze e 1 rete, chiudendo al tredicesimo posto in classifica.

#### Ritorno al Monopoli e Casarano
A luglio 2017 ritorna per fine prestito al Monopoli, dove rimane fino a febbraio 2018, quando rescinde il contratto, dopo non aver giocato nemmeno una gara. In seguito va a giocare al Casarano, in Eccellenza Puglia, terminando secondo dietro al Fasano, e perdendo la finale play-off con l'Omnia Bitonto.

#### Lucchese
Nell'estate 2018 firma con la Lucchese, ritornando quindi in Serie C.

## Statistiche

### Presenze nei club
Statistiche aggiornate al 18 aprile 2024.
| Stagione                     | Squadra                      | Campionato                   | Campionato | Campionato | Coppe nazionali | Coppe nazionali | Coppe nazionali | Coppe continentali | Coppe continentali | Coppe continentali | Altre coppe | Altre coppe | Altre coppe | Totale | Totale | Totale |
| Stagione                     | Squadra                      | Comp                         | Pres       | Reti       | Comp            | Pres            | Reti            | Comp               | Pres               | Reti               | Comp        | Pres        | Reti        | Pres   | Reti   |        |
| ---------------------------- | ---------------------------- | ---------------------------- | ---------- | ---------- | --------------- | --------------- | --------------- | ------------------ | ------------------ | ------------------ | ----------- | ----------- | ----------- | ------ | ------ | ------ |
| 2010-2011                    | Villafranca Veronese         | D                            | 6          | 0          | CI-D            | ?               | ?               | -                  | -                  | -                  | -           | -           | -           | 6      | 0      |        |
| 2011-2012                    | Marsala                      | D                            | 7          | 0          | CI-D            | ?               | ?               | -                  | -                  | -                  | -           | -           | -           | 7      | 0      |        |
| 2012-2013                    | Imotski                      | 2. HNL                       | 14         | 0          | -               | -               | -               | -                  | -                  | -                  | -           | -           | -           | 14     | 0      |        |
| 2013-2014                    | Dukla B.B.                   | SL                           | 7          | 0          | -               | -               | -               | -                  | -                  | -                  | -           | -           | -           | 7      | 0      |        |
| 2014-2015                    | Dukla B.B.                   | SL                           | 27         | 0          | SP              | 5               | 0               | -                  | -                  | -                  | -           | -           | -           | 32     | 0      |        |
| Totale Dukla Banska Bystrica | Totale Dukla Banska Bystrica | Totale Dukla Banska Bystrica | 34         | 0          | -               | 5               | 0               | -                  | -                  | -                  | -           | -           | -           | 39     | 0      |        |
| 2015-2016                    | Folgore Caratese             | D                            | 32         | 0          | CI-D            | ?               | ?               | -                  | -                  | -                  | -           | -           | -           | 32     | 0      |        |
| 2016-gen. 2017               | Monopoli                     | LP                           | 8          | 1          | CI-LP           | 2               | 1               | -                  | -                  | -                  | -           | -           | -           | 10     | 2      |        |
| gen.-giu. 2017               | Reggina                      | LP                           | 11         | 1          | -               | -               | -               | -                  | -                  | -                  | -           | -           | -           | 11     | 1      |        |
| 2017-feb. 2018               | Monopoli                     | C                            | 0          | 0          | CI-C            | 0               | 0               | -                  | -                  | -                  | -           | -           | -           | 0      | 0      |        |
| Totale Monopoli              | Totale Monopoli              | Totale Monopoli              | 8          | 1          | -               | 2               | 1               | -                  | -                  | -                  | -           | -           | -           | 10     | 2      |        |
| feb.-giu. 2018               | Casarano                     | E                            | ?          | ?          | -               | -               | -               | -                  | -                  | -                  | -           | -           | -           | ?      | ?      |        |
| 2018-2019                    | Lucchese                     | C                            | 20+3       | 2          | CI-C            | 3               | 0               | -                  | -                  | -                  | -           | -           | -           | 26     | 2      |        |
| 2019-2020                    | Rimini                       | C                            | 9          | 0          | CI-C            | 0               | 0               | -                  | -                  | -                  | -           | -           | -           | 9      | 0      |        |
| 2020-2021                    | Lucchese                     | C                            | 15         | 0          | CI-C            | 0               | 0               | -                  | -                  | -                  | -           | -           | -           | 15     | 0      |        |
| Totale Lucchese              | Totale Lucchese              | Totale Lucchese              | 35+3       | 2          | -               | 3               | 0               | -                  | -                  | -                  | -           | -           | -           | 41     | 2      |        |
| 2022-2023                    | Ponsacco                     | D                            | 31+1       | 1          | CI-D            | 0               | 0               | -                  | -                  | -                  | -           | -           | -           | 32     | 1      |        |
| 2023-2024                    | Ponsacco                     | D                            | 27         | 0          | CI-D            | 2               | 0               | -                  | -                  | -                  | -           | -           | -           | 29     | 0      |        |
| Totale Mobilieri Ponsacco    | Totale Mobilieri Ponsacco    | Totale Mobilieri Ponsacco    | 58+1       | 1          |                 | 2               | 0               |                    | -                  | -                  |             | -           | -           | 61     | 1      |        |
| Totale carriera              | Totale carriera              | Totale carriera              | 214+4      | 5          | -               | 12              | 1               | -                  | -                  | -                  | -           | -           | -           | 230    | 6      |        |